# Zhaoxie (köpinghuvudort i Kina, Jiangxi Sheng, lat 27,17, long 115,87)
Zhaoxie är en köpinghuvudort i Kina. Den ligger i provinsen Jiangxi, i den sydöstra delen av landet, omkring 170 kilometer söder om provinshuvudstaden Nanchang. Antalet invånare är 22 219. Befolkningen består av 10 495 kvinnor och 11 724 män. Barn under 15 år utgör 22,0 %, vuxna 15-64 år 69 %, och äldre över 65 år 7,0 %.
Runt Zhaoxie är det ganska tätbefolkat, med 139 invånare per kvadratkilometer. Zhaoxie är det största samhället i trakten. I omgivningarna runt Zhaoxie växer i huvudsak blandskog.
Genomsnittlig årsnederbörd är 2 221 millimeter. Den regnigaste månaden är juni, med i genomsnitt 358 mm nederbörd, och den torraste är oktober, med 20 mm nederbörd.